# Michaił Waranowicz
Michaił Michajławicz Waranowicz (biał. Міхаіл Міхайлавіч Варановіч, ros. Михаил Михайлович Воронович, Michaił Michajłowicz Woronowicz) – białoruski funkcjonariusz służb bezpieczeństwa i polityk, deputowany do Rady Najwyższej Republiki Białorusi XIII kadencji.

## Życiorys
W 1995 roku mieszkał w Homlu. Pełnił funkcję zastępcy kierownika Wydziału Bezpieczeństwa Ekonomicznego, Walki z Korupcją i Przestępczością Zorganizowaną Wydziału Komitetu Bezpieczeństwa Państwowego Białorusi (KGB) w obwodzie homelskim. W drugiej turze uzupełniających wyborów parlamentarnych 10 grudnia 1995 roku został wybrany na deputowanego do Rady Najwyższej Republiki Białorusi XIII kadencji z Kalinkowickiego Miejskiego Okręgu Wyborczego Nr 99. 19 grudnia 1995 roku został zarejestrowany przez centralną komisję wyborczą, a 9 stycznia 1996 roku zaprzysiężony na deputowanego. Od 23 stycznia pełnił w Radzie Najwyższej funkcję członka Stałej Komisji ds. Budownictwa Państwowego i Samorządu Lokalnego. Był bezpartyjny. 27 listopada 1996 roku, po dokonanej przez prezydenta Alaksandra Łukaszenkę kontrowersyjnej i częściowo nieuznanej międzynarodowo zmianie konstytucji, nie wszedł w skład utworzonej przez niego Izby Reprezentantów Zgromadzenia Narodowego Republiki Białorusi I kadencji. Zgodnie z Konstytucją Białorusi z 1994 roku jego mandat deputowanego do Rady Najwyższej zakończył się 9 stycznia 2001 roku; kolejne wybory do tego organu jednak nigdy się nie odbyły.